# Erigonoplus minaretifer
Erigonoplus minaretifer là một loài nhện trong họ Linyphiidae.
Loài này thuộc chi Erigonoplus. Erigonoplus minaretifer được Kirill Yuryevich Eskov miêu tả năm 1986.